# بيرت سكوت
بيرت سكوت (بالإنجليزية: Bert Scott)‏ (20 مايو 1930 في المملكة المتحدة - 1 فبراير 2015) هو لاعب كرة قدم بريطاني في مركز الوسط. لعب مع أولدهام أثلتيك ودونفرملين أثلتيك ونادي ريكسهام ونادي ألوا أثليتيك ونادي نيلسون وأكرينجتون ستانلي ‏ وباك أب بورو ‏.